# كورولا إي 100
 كورولا إي 100 (بالإنجليزية: Toyota Corolla)‏ هي سيارة مدمجة من صناعة تويوتا أنتجت في 1995.